# アキナイ☆ダマシイ
『アキナイ☆ダマシイ』は胡桃ちのによる日本の4コマ漫画作品。4コマ漫画専門誌『月刊まんがタウン』（双葉社刊）にて2009年12月号から2015年2月号まで連載された。

## 概要
連載当初の正式な作品名は『商☆魂 -アキナイ ダマシイ-』だったが単行本の発刊に伴い『アキナイ☆ダマシイ』に変更となった。
地方の山間に存在する田舎町である「艶磨市」(つやまし)を舞台とし、その駅前に存在するシャッター街と化した商店街の復興を描く、町おこしを題材としたコメディ漫画。なお舞台は大阪市と高速バスで結ばれている中国地方の地方都市 とされているが、掲載誌（全国誌）における可読の問題から登場人物のほとんどが標準語で会話している。
雑誌刊行元である双葉社の「アクションコミックスまんがタウン」レーベルよりA5判の単行本が発刊されている。なお単行本の表紙デザインは収録話の内容に沿ったコミュニティ新聞やチラシを彷彿とさせるデザインになっている。

### 舞台について
本作の舞台「艶磨市」のモデルは、作者・胡桃の故郷である岡山県津山市であると明言されている。
事実、主舞台となる商店街や最寄り駅である艶磨駅周辺のディテールや周辺の観光スポット、また市内におけるだんじり祭りの行事など、さまざまな点において「艶磨市」は「津山市」と合致した描かれ方をされており、周辺域を知るものには一種のメタフィクションによるネタ的な楽しみ方をすることが可能な作品となっている。
一方で登場する地名等に関して、もじりや読み替え（主にぎなた読みや当て字）を用いて別名にしてあるのは、本作の内容が実録ではなくエンターテイメント性を重視したフィクションであることを示すためである。

## あらすじ
5年前、親と大喧嘩して家出同然に大阪市へと飛び出していった夏三トコは、勤めていた経営コンサルタント会社の倒産を受け、都会での生活に見切りをつけて足どり重く地元・艶磨市の実家へと出戻った。が、そこでトコが目にしたものは郊外量販店に圧され、開店休業状態と化した実家の八百屋とシャッター街化により崩壊寸前の商店街という、疲弊しきった故郷の姿だった。
あまりといえばあんまりな故郷の変貌振り。それでも細々と営業を続け、一方で諦観を覚えてしまった馴染みの近所や同級生たち。そして次々と限界の果てに閉じられていくシャッター。自らの思い出が壊れていく事実を前に、トコは商店街の復興を決意する。
彼女の武器はといえばコンサルタント業務で培ったノウハウと口八丁手八丁。それと思い出を守る信念。トコはそれだけを頼りに地元を「三年以内にシャッター全開の商店街にする」ために挑み、そんな彼女の心意気に惹かれて仲間が少しずつ集っていく。

## 登場人物

### トコと仲間たち
夏三 トコ（なつみ トコ）/ 通称：トコ
本作の主人公。艶磨市の商店街にある「夏三青果店」の長女。年齢は25歳。身長152cm、体重41kg、血液型A型。
5年前に家を飛び出し経営コンサルタント会社に就職。そのノウハウを活かして実家のある商店街の町興しに挑む。
服飾に関するセンスはかなり独特で、70's - 80'sファッションを好み、これに独特の帽子を合わせるのが基本の普段着となっている。
基本、思い込みで暴走しやすい性格。思い込んだら良くも悪くも状況をわきまえずに一直線に行動する癖がある。これはトコの家族にも共通する。
喜八 継留（きはち つぐる）/ 通称：キハチ
トコの同級生。商店街のガラス店「喜八硝子」の店主。現在は硝子だけではなくオリジナルデザインの雑貨も扱い、雑貨店になっている。雑貨店としてネットショップを経営しており、現在の収入は主にそこから得ている。大卒で経済学部出身。
四二 駆（しず かける）/ 通称：四駆（ヨンク。主にコモノ工房関係者）・ニカケ（トコ）
キハチが店を出しているネット商店街「コモノ工房」の共同管理者にして同サイトの実権所持者。艶磨から汽車・電車を乗り継ぎ2時間弱、そこからさらにバスで30分離れた場所 で、若くして個人の備前焼工房、嬲社（なぶるしゃ）を営んでいる陶芸家でもある。商店街復興に燃えるトコを口説こうとする。キハチとは大学時代からの同学部の同期にして友人。ネコのにるにるを飼っている。
苗字を音読みにすると「シニカケル」（＝死にかける）になる（そのためロコなどの若年者などからは「しにかけさん」と呼ばれる）ことを気にしているが、トコから呼ばれている「ニカケ」のあだ名は「死ぬ気」（＝誠実さ、懸命さ）や「死抜き」（＝不死身・長寿）に通じることから気に入っている。
七瀬 なな美（ななせ ななみ）/ 通称：ナナちゃん
商店街内の洋食レストラン「NANA」の娘。トコの幼馴染かつ親友。エプロンドレスや和装を好む。裁縫の腕前はプロ級。トコの八百屋の復活劇を目の当たりにして、自身の家の業務のアドバイスをトコに依頼する。
五藤 大作（ごとう だいさく）/ 通称：ゴトーくん
商店街内の工務店「五藤工務店」の若き社長。高校時代に逃げた父親の後を継ぎ、高校を中退して社長となった。かつてトコに惚れていてラブレターを出していたことがアダとなり、町興しへの協力を強制されてしまう。
一二三 二四五（ひふみ によこ）/ 通称：にょこ
商店街を分断していたビルのオーナー。レイヤーにして腐女子かつゴスロリ（本人は「ゴシック専門ではない」と否定し「コスロリ（コスプレのロリータ風ファッションの意）」と名乗る）なオタク少女。パンが大好きで艶磨に来たとたんにツートップのパンのトリコになる。

### コモノ工房関係者
本項のみ登場人物の名前は作内のネット商店街「コモノ工房」におけるハンドルネーム（ビジネスネーム）であり本名ではない。また本項目に該当する登場人物は、作中において本名が登場しない場合が多いため、作内に本名が登場する場合のみ改めてその旨を注記する。
玉吉（たまきち）
ネット商店街「コモノ工房」で水玉模様の雑貨を専門販売している、兵庫県在住のネットショッパー。リアルショップを持つのが夢だったが、キハチとニカケの呼びかけで艶磨のイベントに呼ばれて一時的な仮店舗を出した時に、艶磨ならば大都市圏と違って実店舗(販売本拠)を持つ際に資金のウェイトが軽くて済む事に気づき、商店街に引っ越してきた。
後にキハチとつきあうようになる。また実はにょことはBL作品愛好家同士という腐女子仲間である。
花夢（はなゆめ）
「コモノ工房」で花や月星をモチーフとしたアクセサリー小物を販売している、鳥取県在住のネットショッパー。玉吉が艶磨にリアルショップを開店した事を知り、自身の店も商店街の中に出すため、半ば強引に玉吉の元に転がり込み、彼女の持っていた店舗スペースの半分を自身のショップスペースとした。
六木利留（むつき りる）
「コモノ工房」でガラス作品を販売しているガラス細工職人。本名でショップを経営している、宝塚の立ち役レベルに長身かつガタイのよい女性。ニカケ、キハチの大学時代の同期。ガラス細工加工全般を主領域としているが、ステンドグラス職人でもあり普段は神戸市でステンドグラス加工のスクールを開校している。
ニカケの紹介で（自らの運営しているスクールの課題の提供として）桜天街のアーケードステンドグラスを手掛けることになり、それが縁で作業足場等を提供するゴトーくんと交際することになる。
実はバイセクシャルの気があり、大学時代は男女問わず毒牙にかけてきたプレイガールだったが、本人いわくゴトーくんに一途であるらしい。

### 商店街の人たち
トコの両親
夏三青果店を営むトコの両親。父親は野菜命のベジバカ親父と娘に言われていたが、トコが帰ってきた時には、立ち行かない商売に絶望してゴルフ三昧の日々を送っていた。母親も商売がうまくいかない暇な日々によって、ストレス太りを患う。トコによる家の経営コンサルティングによって商売が再び軌道に乗ったことで立ち直る。
二上（ふたがみ）
商店街のパン屋「パン屋のツートップ」（通称：パンツ屋）を経営するパン職人。パティシエールだった妻を亡くし、同時に商店街のシャッター街化が始まり、経営に限界を感じて店を閉めようとする。しかしトコにパン屋の思い出を語られた事で、彼女の経営コンサルティングを受け入れて、店に最後のひと花を咲かせようとする。
空良（あきら）
二上の甥。叔父である二上に憧れ、大学卒業後フランスでパン職人とパティシエールの修行をして艶磨に舞い戻り「ツートップ」の跡継ぎとなる。実はバツイチ。パンの腕を見込まれて、にょこに惚れられる。
商店会長（商店会長）
商店街における町内会および店舗連合である「商店会」の会長。商店街内で石屋を営む。取り扱う商品は主に墓石。トコたち新世代の挑戦を暖かいまなざしで見守っている。
一二三 四五六（ひふみ じごろう）
全国に持ちビルを持つ、ビル運用会社（不動産業社）の社長。にょこの父親。にょこが持っているビルを建てた張本人。
少年時代に艶磨に住んでいた過去を持ち、艶磨の商店街に人一倍の愛着を持っていた。ロコの帰郷以前に艶磨に戻り商店街の荒廃ぶりにショックを受けて、その活性化策に乗り出そうとするも、その強引過ぎる手腕から地元に嫌われ、挙句の果てに失敗する。非常に頑固な負けず嫌い。
三川（みかわ）先輩
商店街の外れの川沿いに建っている、スリーリバーホテルの経営者一家の長男。祖父が始めた同ホテルの旧館や祖母が今も（建物のみ）守っている旅籠に思い入れがあり、実父が時代に即応させて設えた新館を「趣味が悪い」と嫌っている。ゴトーくんの幼馴染である事から、トコたちの取り組みに巻き込まれ、ホテル旧館（のちに旅籠も）を商店街のフラッグシップホテルとして再生する案に乗る。

### 艶磨高校生
夏三 ロコ（なつみ ロコ）：通称・ロコ
市内の県立進学校である「艶磨高校」（通称・艶高）に通う高校生。トコの妹。身長163cmと、姉よりも背が高くモデル体型である。
学校では生徒会長職を務める優等生にして学校のアイドル。その立場を利用してトコの商店街活性化策に協力する。
二井三（にいみ）
艶高生徒会副会長。ロコの腹心の1人。
三戸一（さとい）
艶高生徒会書記。やはりロコの腹心の1人。成績は艶高トップクラスで、商店街がらみの校内イベントでは、彼のノートのコピーが商品として出て、しかもそれを目当てに参加者が殺到するほど。のちに商店街の命名イベントで、彼の案が選ばれ、その名付け親となる。

## 用語
艶磨市（つやまし）
トコの故郷にして地元。中国地方内陸部(所属する県にとっては県北)に在する歴史ある城下町。近年は都会への人口流出による過疎化やモータリゼーションの発達による都市の空洞化が進み寂れが目立つようになっている。前述の通りモデルは岡山県津山市。
商店街/桜天街（おうてんがい）
トコ、キハチ、ナナの地元であるところの商店街。郊外の地域量販店に客を奪われ寂れてしまっている。元々（自己主張が強すぎる住民たちのせいで）商店街としての統一された名称が無かったが、2巻の命名投票イベントで、その通称を「桜天街」とすることが決定した。モデルは津山銀天街。
土曜市（どよういち）
商店街で毎週土曜日に行われてきた自由市場。商店街の各店舗が営業時間を延長の上でワゴンセールを行うイベント。トコが帰郷した時には閉店舗の多さから廃止されてしまっていた。
のちにトコの発案によりコモノ工房の協力を取り付け、空き店舗をコモノ工房のネットショッパーたちに1日無料レンタルすることで、店舗の水増しに成功し復活。
ネットショッパーたちにとっては実店舗運営の予行演習の場としての性質を持つイベントとなる。
モデルになった津山市でもかつては「土曜夜市」として、商店街やデパートなどが主催となって毎週土曜日に同じようなイベントを行っていた。
シニワハチ
ニカケとキハチによるストリートのヴォーカルユニット。元々は2人が大学時代にバックパッカーとして雑貨研究を兼ねた海外旅行をしていた際、旅費を稼ぐために行っていた路上音楽活動のユニット。そうした事情から日本よりも海外での知名度が高い。商店街イベントのために期間限定で活動を再開した時はわざわざ外国からファンがやって来た。
一二三ビル（ひふみビル）
にょこの父である四五六がオーナーとして建築し、のちに娘であるにょこに譲られた、商店街内にある雑居ビル。商店街のド真ん中（ちょうど曲がり角にあたる）に建てられている。
元々四五六が打ち出した商店街活性化プランのために建築されたビルで、プランの上では商店街内におけるランドマークとして機能するはずだった。四五六のプランでは、このビルを観光の軸として地域経済の活性を目論む形の計画であったが、その推進にあたって地元と話し合うことを怠った上で地上げまがいの行為をやらかし、ビルの建築を強行。結果としてビルによって商店街は分断。人通りも途切れて分散させられ、地方の不便さ故にビルの店子も集まらず、またビルそのものの構造も観光地として不向きだったこともあり、四五六の商店街活性化プランは頓挫。プランを諦めた四五六によって娘であるにょこに大学の卒業祝いとして譲られた。
トコがリサーチした当初は1階に旅行会社と喫茶店が入っていて、建物としてビルが完結していたが、トコの提案とにょこがそれを受けた事により1階を解放し商店街と一体化することで、ビルのフロアそのものを商店街のストリートの一部として活用できることになった。
上述の店舗のほかにオーナーズショップとして、にょこが運営するコスプレ衣装のオーダーメイド専門店が常駐。イベント用のステージがあり、そこでは時折行われる商店街イベントと同時に、週1単位でにょこが主催するコスプレイベントが開かれている。
モデルは「アルネ・津山」で、「一二三ビル」のように各商店街を分断してしまっている。
艶磨市立ネイサン博物館（つやましりつネイサンはくぶつかん）
商店街からほど近い城址公園である「艶磨城公園」に隣接している博物館。「探偵!ナイトスクープにパラダイス認定されていいレベル」（トコ談。本文原文ママ）の濃いスポットで、自然科学分野においては地方でも最強クラスの所蔵品数を誇っている。名前にある「ネイサン」とは「自然と科学」すなわち「Nature（ネイチャー）＆Science（サイエンス）」の略。
初代館長が博物館のためにと死後寄贈した自身の遺体や、自身の体を喉に詰まらせて死んだオオサンショウウオの標本が展示されている。また小規模ではあるがプラネタリウムも設置されている。
こうした作内の描写より、モデルはつやま自然のふしぎ館 （津山科学教育博物館 自然科学館）であると解る。
艶磨城公園（つやまじょうこうえん）
商店街にほど近い場所にある城址公園。かつて建てられていた艶磨城（つやまじょう）は第二次世界大戦の中で終戦三日前に「空襲の標的にされるから」という理由で、旧軍の指導により地元の人間の手で取り壊されてしまった という苦い歴史を持つ（後に櫓のみ復元された）。
艶磨市内および近隣はおろか県内における桜の名所であり、毎年開花時期には「艶磨さくらまつり」が開かれている。その時期は隣接している商店街でもそれに便乗したイベント・商品が企画販売開催されている。
モデルは津山城と鶴山公園。

## 単行本
- 胡桃ちの 『アキナイ☆ダマシイ』 双葉社〈アクションコミックス・まんがタウン〉、全3巻
  1. アキナイ☆ダマシイ Vol.1 （初版：2011年9月12日発行、同日発売） ISBN 978-4-575-94327-6
  2. アキナイ☆ダマシイ Vol.2 （初版：2013年6月12日発行、同日発売） ISBN 978-4-575-94383-2
  3. アキナイ☆ダマシイ Vol.3 （初版：2015年2月27日発行、同日発売） ISBN 978-4-575-94443-3